# Super Bowl LIX
El Super Bowl LIX fue la final del campeonato de la National Football League (NFL) correspondiente a la temporada 2024. Se llevó a cabo el 9 de febrero de 2025 en el estadio Caesars Superdome de Nueva Orleans, Luisiana. El partido fue disputado entre los Kansas City Chiefs y los Philadelphia Eagles, siendo ganado por este último. 
Fue el octavo Super Bowl disputado en el Caesars Superdome, y el undécimo en la ciudad de Nueva Orleans, siendo el más reciente el Super Bowl XLVII de 2013, celebrado en el mismo recinto (entonces llamado Mercedes-Benz Superdome). Fue la primera sede del Super Bowl ubicada en el este de los Estados Unidos desde la Super Bowl LV de 2021.

## Antecedentes

### Selección de la sede
El 23 de mayo de 2018, la liga seleccionó originalmente a Nueva Orleans como sede del Super Bowl LVIII, programado para el 4 de febrero de 2024. En marzo de 2020, la liga y la NFLPA acordaron ampliar la temporada regular de 16 a 17 juegos a partir de 2021, posponiendo el Super Bowl LVIII hasta el 11 de febrero de 2024 y provocando un conflicto con las celebraciones del Mardi Gras de Nueva Orleans. El 14 de octubre de 2020, la liga decidió trasladar el Super Bowl LVIII a Las Vegas y en su lugar se le otorgó a Nueva Orleans el Super Bowl LIX, ya que el Mardi Gras en 2025 se realizará el 4 de marzo, evitando así cualquier conflicto entre ambos eventos.

### Logo
El logo oficial se dio a conocer el 12 de febrero de 2024 y sigue la plantilla de logotipo establecida desde el Super Bowl LVI, con números romanos con imágenes que representan la ciudad/región anfitriona. Para este evento, los números romanos contienen obras de arte de la artista local «Reina» Tahj Williams, una figura de la comunidad de indios Mardi Gras.

### Seguridad
Los organizadores del Super Bowl dijeron que revisarían los procedimientos de seguridad a raíz del incidente del ataque con un camión en Bourbon Street el 1 de enero de 2025, que dejó 15 muertos y decenas de heridos, lo que obligó a retrasar el Sugar Bowl 2025 en el Superdome hasta el día siguiente. El funcionario de turismo Walt Leger III dijo el día de Año Nuevo que la prioridad sería la respuesta inmediata al ataque, pero «habrá conversaciones más profundas en los próximos días y semanas para discutir posibles mejoras para el Super Bowl». Mientras tanto, la NFL emitió un comunicado asegurando que el juego sería una experiencia «segura y agradable».

### Eventos de la semana del Super Bowl
La noche inaugural del Super Bowl se llevará a cabo en el Superdome el 3 de febrero, mientras que la experiencia del Super Bowl se llevará a cabo en el Centro de Convenciones Morial de Nueva Orleans. También se celebrará un festival cultural de dos días en el Mercado Francés.
El Comité Anfitrión del Super Bowl LIX organizó un desfile especial estilo Mardi Gras por el Barrio Francés el sábado antes del partido. El desfile contó con apariciones de las bandas de música de LSU, Tulane y Marine Corps, carrozas temáticas que representaban a los equipos participantes (con mascotas, porristas y familiares de los jugadores) y contribuciones de varias pandillas y organizaciones asociadas con Mardi Gras en Nueva Orleans, incluidas las Baby Doll Ladies, los indios de Mardi Gras, Endymion, Orpheus y Bacchus (cuya carroza llevaba al gran mariscal Todd Graves). A diferencia de los desfiles oficiales de Mardi Gras, este desfile estaría financiado por varios patrocinadores (incluido el patrocinio de carrozas y contingentes específicos, y un grupo de Budweiser Clydesdales que participan en el desfile); Las ordenanzas de la ciudad prohíben que los desfiles celebrados durante el período oficial de Mardi Gras (que comienza el 21 de febrero) tengan patrocinio corporativo.

## Equipos finalistas y cómo llegaron a la final

### Kansas City Chiefs
Los Kansas City Chiefs ingresaron al Super Bowl LIX con una victoria en el Super Bowl en las dos temporadas anteriores, lo cual intentarán convertirse en el primer equipo de la NFL en ganar tres Super Bowls seguidos. Los Chiefs terminaron la temporada regular 15-2, empatados con los Detroit Lions como los mejores de la liga.
A pesar de que los Chiefs tuvieron marca de 15-2, el mariscal de campo Patrick Mahomes tuvo un año malo en relación con sus estándares, y no alcanzó la marca de las 4.000 yardas aéreas. Sin embargo, tuvo siete series ganadoras, empatando en el segundo lugar de todos los tiempos. El ala cerrada Travis Kelce lideró al equipo en yardas por recepción (823), mientras que el corredor Kareem Hunt lideró al equipo en yardas por tierra (728). El receptor abierto Xavier Worthy tuvo una productiva temporada de novato, con 742 yardas y nueve touchdowns. Los Chiefs adquirieron al WR DeAndre Hopkins en un intercambio de mitad de temporada con los Tennessee Titans; Hopkins tuvo 437 yardas en recepción y cuatro touchdowns en recepción en cinco aperturas. La línea ofensiva incluía a los jugadores de Pro Bowl Joe Thuney, Creed Humphrey y Trey Smith, y Thuney y Humphrey también fueron seleccionados para el equipo AP All-Pro. La defensa del Jefe estuvo encabezada por el tackle defensivo All-Pros Chris Jones (5.0 capturas) y el esquinero Trent McDuffie (dos intercepciones). Otros jugadores notables incluyen a George Karlaftis (8.0 capturas), Nick Bolton (106 tacleadas) y Justin Reid (87 tacleadas). Fueron una defensa entre los cuatro primeros por segundo año consecutivo bajo el coordinador defensivo Steve Spagnuolo.
El Super Bowl LIX marca la séptima aparición de Kansas City, quien ganó los Super Bowls IV, LIV, LVII y LVIII, mientras que perdió los Super Bowls I y LV. Han jugado en el Super Bowl cuatro veces en las últimas cinco temporadas, ganando tres de ellas. Los Chiefs se convirtieron en el primer equipo en ganar dos Super Bowls consecutivos y jugar un Super Bowl la temporada siguiente; Los ocho equipos anteriores que ganaron dos Super Bowls consecutivos no aparecieron en el juego por tercera temporada consecutiva, por lo de ganarlo, se convertirán en la primera franquicia en lograr el Tricampeonato en la historia del los Super Bowls y por ende de la NFL.

### Philadelphia Eagles
Los Philadelphia Eagles mejoraron su récord de 11-6 en 2023 a 14-3. Este es el quinto Super Bowl de Filadelfia, luego de una victoria en el Super Bowl LII y derrotas en los Super Bowl XV, Super Bowl XXXIX y Super Bowl LVII, y el segundo en 3 años.
El mariscal de campo Jalen Hurts tuvo una temporada eficiente, con máximos personales en porcentaje de pases completos, yardas por intento, índice de pasador y sólo cinco intercepciones. Sin embargo, solo intentó 361 pases debido a la gran carga de trabajo del All-Pro RB Saquon Barkley, quien se convirtió en el noveno jugador en la historia de la liga con 2,000 yardas terrestres en una temporada. 
Hurts también se perdió los últimos tres juegos de la temporada regular debido a una conmoción cerebral y una fractura en un dedo, pero regresó para los playoffs. El cuerpo de receptores de los Eagles incluía al WR All-Pro del segundo equipo A.J. Brown (1,079 yardas), WR DeVonta Smith (833 yardas) y TE Dallas Goedert (496 yardas). 
La línea ofensiva fue una de las mejores de la liga, con Cam Jurgens, Landon Dickerson y Lane Johnson llegando al Pro Bowl, además de Johnson y Jordan Mailata seleccionados como All-Pros. Bajo el coordinador defensivo Vic Fangio, los Eagles tenían la segunda defensiva clasificada en la NFL, encabezada por ILB Zack Baun (151 tacleadas, cinco balones sueltos forzados, 3.5 capturas). El frente defensivo estuvo formado por el DT All-Pro Jalen Carter (4,5 capturas), el DT Milton Williams (5,0 capturas), el OLB Josh Sweat (8,0 capturas) y el OLB Nolan Smith (6,5 capturas). La secundaria tuvo múltiples contribuyentes clave, incluidos los CB novatos Quinyon Mitchell y Cooper DeJean, los profundos Reed Blankenship y C.J. Gardner-Johnson, y el CB veterano Darius Slay.

## Playoff
Los Chiefs ingresaron a los playoffs como el primer puesto de la AFC. 
En la Ronda Divisional, derrotaron a los Houston Texans, 23-14. En el Juego de Campeonato de la AFC, los Chiefs vencieron a los Buffalo Bills, 32-29, siendo la cuarta vez en cinco temporadas que los Chiefs derrotaron a los Bills en los playoffs.
Los Eagles llegaron a los playoffs como el segundo puesto en la NFC. 
En la Ronda de Comodines, derrotaron a los Green Bay Packers, 22-10. En la Ronda Divisional, los Eagles derrotaron a Los Angeles Rams, 28-22. Los Eagles derrotaron a los Washington Commanders en el Juego de Campeonato de la NFC, 55-23, estableciendo un récord para la mayor cantidad de puntos anotados en un juego de campeonato de conferencia.